# Săgeata
Săgeata je obec v župě Buzău v Rumunsku. Žije zde přibližně 4 100 obyvatel. Součástí obce je i šest okolních vesnic.

## Části obce
- Săgeata – 1 299 obyvatel
- Banița – 268 obyvatel
- Beilic – 325 obyvatel
- Bordușani – 335 obyvatel
- Dâmbroca – 985 obyvatel
- Găvănești – 842 obyvatel
- Movilița – 15 obyvatel